# Florence Bolton
Pour les articles homonymes, voir Bolton.
Florence Bolton, née en 1970, est une musicienne française.
Elle joue de la viole de gambe, notamment au sein de l'ensemble La Rêveuse dont elle est la cofondatrice et la directrice artistique.

## Biographie
Florence Bolton commence son initiation musicale à l'âge de sept ans et étudie le clavecin et la flûte à bec avant de choisir la viole de gambe. Elle apprend notamment auprès de Sylvia Abramovicz  au Conservatoire de Saint-Cloud, où elle reçoit un premier prix de viole de gambe et de musique de chambre.
En 2001, elle reçoit le premier prix du Conservatoire national supérieur de musique et de danse de Lyon, après y avoir suivi les cours de Marianne Muller.
Ensuite, Florence Bolton joue dans plusieurs ensembles de musique ancienne, parmi lesquels : l'ensemble Céladon,  Doulce mémoire, La Fenice, Il Seminario Musicale, l’ensemble Pierre Robert, et Le Poème harmonique.
En 2004, elle fonde avec le théorbiste Benjamin Perrot l’ensemble La Rêveuse, tourné vers les musiques du XVIIe et XVIIIe siècles. L'ensemble se produit dans de nombreux festivals dont la Folle Journée de Nantes.
Au sein de La Rêveuse, Florence Bolton crée le spectacle L'Autre Monde ou les États et Empires de la Lune de Cyrano de Bergerac (2004), inspiré de l’œuvre Histoire comique des États et Empires de la Lune et Les Caractères de La Bruyère (2006), avec le comédien et metteur en scène Benjamin Lazar, Les Mille Et Une Nuits (2011) avec la comédienne et metteuse en scène Louise Moaty, Concerto Luminoso (2012) avec le plasticien Vincent Vergone. En 2017 , le compositeur Vincent Bouchot et le metteur en scène Nicolas Vial, L'Heure Verte.
Elle enseigne la viole de gambe à travers des stages. 
Elle est par ailleurs titulaire d'une maîtrise de japonais de l'Institut national des langues et civilisations orientales.

## Discographie
- Marin Marais : pièces de viole /  La Rêveuse, Florence Bolton, Benjamin Perrot (Mirare, 2018)
- Dietrich Buxtehude Sonates En Trio - Manuscrits D'Uppsala / La Rêveuse, Florence Bolton, Benjamin Perrot (Mirare, 2016)
- Telemann / La Rêveuse, Florence Bolton, Benjamin Perrot - Trios & Quatuors Avec Viole De Gambe (Mirare, 2015)
- Henry Purcell / La Rêveuse, Florence Bolton, Benjamin Perrot - Devotional Songs & Anthems (Mirare, 2015)
- Henry Lawes / La Rêveuse, Jeffrey Thompson, Bertrand Cuiller, Florence Bolton, Benjamin Perrot - Ayres (Mirare, 2012)
- Sébastien de Brossard : Oratorios & Leandro / Benjamin Perrot, Florence Bolton, La Rêveuse (Mirare, 2011)
- Elisabeth Jacquet de la Guerre, Sonates Pour Violon, Viole Obligée & Basse-Continue / La Rêveuse, Stéphan Dudermel, Florence Bolton, Bertrand Cuiller, Emmanuel Mandrin, Benjamin Perrot (Mirare, 2010)
- Dietrich Buxtehude - J.A. Reinken / La Rêveuse (Mirare)
- Henry Purcell : Cease, Anxious word / La Rêveuse
- Matthew Locke-Henry Purcell - The Theater of Music / La Rêveuse (K617)
- L'Autre Monde, Ou Les Estats & Empires De La Lune de Savinien Cyrano De Bergerac / Benjamin Lazar, Florence Bolton, Benjamin Perrot (Alpha Productions, 2005)

Quelques albums dans lesquels Florence Bolton apparaît comme interprète soliste et continuiste
- Funeral Teares, de John Coprario  / Ensemble Céladon (Zig Zag Territoires 2009)
- Absalone, cantates sacrées de Maurizio Cazzati / Ensemble Céladon (Arion 2007)
- Soledad tengo de ti : Musiques de la renaissance portugaise, / Ensemble Céladon (Arion, 2006)
- Anthoine Boesset : Je meurs sans mourir / Vincent Dumestre / Le Poème Harmonique (2004)
- Jean-Baptiste Drouart de Bousset : Les fastes de Bacchus, Airs à boire... et sérieux / La compagnie baroque (Arion)